# 巨大クモ軍団の襲撃
『巨大クモ軍団の襲撃』（きょだいくもぐんだんのしゅうげき、原題：Kingdom of the Spiders）は、1977年に公開されたアメリカ合衆国のパニック映画。日本では劇場未公開。

## ストーリー
アリゾナ州ヴェルデヴァレー村で獣医を営むハンセンの元に、地元の農家コルビーから飼っていた子牛が急死したとの緊急連絡が入る。病気の原因がつかめなかったハンセンは血液サンプルを大学の研究室に持参し、分析を依頼する。
その後、血液サンプルの中からクモの毒が検出され、数日後にクモ学の研究者アシュリーが現地調査に訪れる。当初、話を聞いたハンセンは大きな牛がクモの毒ぐらいで死ぬものかと一笑に付すが、直後、今度はコルビー家の飼い犬が死ぬ。すぐさま血液を検査したところ大量のクモ毒が含まれており、通常の5倍も毒性が高いことが判明する。実はしばらく前からコルビー家の裏庭に小高い丘が出来ており、そこでクモが大量発生していた。激怒したコルビーは丘にガソリンをかけて火をつけるが、既にクモの群れは村全体に広がりつつあった。
アシュレーは、害虫を駆除するための農薬を大量に使ったのが原因で、クモが突然変異し毒性を高め、また天敵のネズミや本来エサとなる虫などがいなくなったために家畜などの大型生物を襲い始めたと推測する。
彼女は農薬の使用をやめるよう市長に進言するが、市長からクモまでも薬で駆除すればいいと一蹴される。
やがて加速度的に増えていくクモに人々が次々と襲われ、村全体がパニックに陥る。

## クモ
邦題から連想される「体長数メートルの怪獣のように巨大な」クモは出てこない。いわゆる「タランチュラ」という名称で呼ばれるオオツチグモが大量に登場する。なお見た目のイメージと違ってオオツチグモの毒性は実際には弱く、過去に死亡例も無い。出演者は平気でクモをつまみ上げたり大量に身体を這わせたりしている。村のパニックシーンでは道路に大量に置かれて撮影されているが、車や逃げ惑う人々に次々と踏みつぶされているシーンもそのまま映っている。

## キャスト
| 役名                         | 俳優                       | 日本語吹替                           |
| 役名                         | 俳優                       | フジテレビ版                         |
| ---------------------------- | -------------------------- | ------------------------------------ |
| ロバート・”ラック”・ハンセン | ウィリアム・シャトナー     | 前田昌明                             |
| ダイアン・アシュリー         | ティファニー・ボーリング   | 平井道子                             |
| テリー・ハンセン             | マーシー・ラファティ       | 沢田敏子                             |
| ウォルター・コルビー         | ウディ・ストロード         | 高塔正康                             |
| 市長                         | ロイ・エンゲル             | 真木恭介                             |
| ジーン・スミス保安官         | デヴィッド・マクリーン     | 木村幌                               |
| エマ・ウォッシュバーン       | リュー・ドレスラー         | 寺島信子                             |
| リンダ・ハンセン             | ナターシャ・ライアン       | 三好由里子                           |
| バーチ・コルビー             | アルトヴァイズ・デイヴィス | 瀬能礼子                             |
| ベティ・ジョンソン           | アデーレ・マリス＝モーレイ | 麻生美代子                           |
| ヴァーン・ジョンソン         | ジョー・ロス               | 北村弘一                             |
| アール                       | ホーク・ハウエル           | 嶋俊介                               |
|                              |                            |                                      |
| 演出                         | 演出                       | 高桑慎一郎                           |
| 翻訳                         | 翻訳                       | 山田実                               |
| 効果                         | 効果                       | 佐藤良介                             |
| 調整                         | 調整                       | 山田太平                             |
| 制作                         | 制作                       | 千代田プロダクション                 |
| 解説                         | 解説                       | 高島忠夫                             |
| 初回放送                     | 初回放送                   | 1978年7月21日 『ゴールデン洋画劇場』 |

※日本語吹替はDVD収録にされているが再放送時の短縮版の音源が収録されている

## スタッフ
- 監督：ジョン・カードス
- 製作：イゴー・カンター、ジェフリー・M・スネラー
- 脚本：リチャード・ロビンソン、アラン・ケイルー
- 原案：ジェフリー・M・スネラー、スティーブン・ロッジ
- 撮影：ジョン・アーサー・モリル
- 編集：イゴー・カンター、スティーヴン・ザイリアン